# جائزة الأمير محمد بن سلمان للتعاون الثقافي بين السعودية والصين
جائزة الأمير محمد بن سلمان للتعاون الثقافي بين المملكة العربية السعودية وجمهورية الصين الشعبية هي جائزة دولية أُطلقت تحت رعاية الملك سلمان بن عبد العزيز وولي عهده محمد بن سلمان آل سعود في عام 2019. أعلن عن الجائزة خلال الزيارة التي قام بها ولي العهد السعودي إلى الصين لحضور حفل ثقافي وعلمي نُظم من قبل فرع مكتبة الملك عبد العزيز العامة في جامعة بكين.

## الاهتمامات والأهداف
الجائزة تهتم بتكريم المُتميزين في مجالات
- أفضل بحث علمي باللغة العربية
- أفضل عمل فني وإبداعي
- أفضل ترجمة لكتاب من العربية إلى الصينية وبالعكس
- شخصية العام
- أكثر شخصية مؤثرة في الأوساط الثقافية للعام

تُنظم الجائزة بشكل سنوي وتهدف بشكل أساسي لتعزيز الفنون والأداب العربية في الصين إضافة لتعزيز التفاهم بين الثقافتين العربية والصينية كما أنّها تُمثل نقطة توافق بين «رؤية المملكة 2030» ومبادرة «الحزام والطريق» الصينية.